# Ivan Brkić (nogometaš)
Ivan Brkić (Koprivnica, 29. lipnja 1995.) hrvatski je nogometni vratar. Trenutačno igra za poljski nogometni klub Motor Lublin.

## Klupska karijera
Karijeru je započeo u omladinskom pogonu pulske Istre. Prvu utakmicu u 1. HNL zaigrao je 21. travnja 2014. protiv Slavena Belupa iz Koprivnice. Utakmica je završila neriješeno 3:3. U srpnju 2017. je Brkić prešao u HNK Cibaliju. 

## Vanjske poveznice
- Profil, Hrvatski nogometni savez
- Profil, Transfermarkt (engl.)